# Bourgognea microcera
Bourgognea microcera är en fjärilsart som beskrevs av Jean Bourgogne 1950. Bourgognea microcera ingår i släktet Bourgognea och familjen säckspinnare. Inga underarter finns listade i Catalogue of Life.